# 米粒状土製品
米粒状土製品（こめつぶじょうどせいひん）、擬似米（ぎじまい）は、かつて日本の考古学において、五穀豊穣や子孫繁栄を願うために米の代用品として祭祀に使われたと推測されてきた土粒。現在は、昆虫の糞が土器と誤認されたものであることが判明している。

## 概要
米粒状土製品は、奈良県香芝市にある平野2号墳の発掘調査にて、玄室南東側の中世土器の集積した箇所で発見され、ここで見られたものは米粒大で赤褐色を呈し、柔らかく崩れやすかった。これを調査者は焼成が弱かったものと判断している。他に幾つかの古墳での発見例にも触れた上で、それらが中世に再利用した形跡があることから、古墳が作られた時代でなく、中世になって何らかの祭祀が行われた際に用いられたとの推測を立てている。
奈良県桜井市教育委員会が、1999年、カタハラ1号墳を発掘した。米に似た硬い土粒が横穴式石室の床面の腐葉土から大量に出土した。これらは 3-8mm の3類の大きさに分類できた。しかし、2005年になって、2回脱皮して成長するコガネムシ科の幼虫、いわゆるジムシの糞であることが判明した。
住吉大社の特殊神事の埴使において神職が畝傍山の山頂から持ち帰り平瓮をつくる原料である埴土もコガネムシ科の幼虫の糞であるが、これのみで土器を焼くことはできないことが確認されている。